# Mihály Babits
Mihály Babits (n. 26 noiembrie 1883, Szekszárd – d. 4 august 1941, Budapesta) a fost un scriitor maghiar, din prima generație de la revista Nyugat. 

## Opera
A debutat ca poet decadent.
În anii Primului Război Mondial și ai intrării țării sub regimul fascist, a protestat, în poezii de mare răsunet, împotriva ororilor războiului și a ocupației străine.
Ulterior a desconsiderat funcția socială a artei, s-a izolat de viața publică, devenind adeptul concepțiilor estetizante ale literaturii.
În romanele sale a zugrăvit destrămarea micii nobilimi.
A realizat traduceri din literatura universală (Dante, Shakespeare, Sofocle).

### Romane
- Califul-barză (Gólyakalifa, 1913)
- Fiul lui Virgil Timár (Timár Virgil fia, 1922)
- Castelul din cărți de joc (Kártyavár, 1923)
- Fiii morții (Halál fiai, 1927)
- Pilotul Elza sau societatea perfectă (Elza pilóta, vagy a tökéletes társadalom, 1933)

### Volume de poezie
- Scrisori din cununa lui Iris (Levelek Íris koszorújából, 1909)
- Prințe, poate va sosi și iarna (Herceg, hátha megjön a tél is!, 1911)
- Recitativ (Recitatív, 1916)
- Valea neliniștii (Nyugtalanság völgye, 1920)
- Insulă și mare (Sziget és tenger, 1925)
- Zeii mor, omul trăiește (Az Istenek halnak, az ember él, 1929)
- La întrecere cu anii (Versenyt az esztendőkkel!, 1933)
- Poezii, ediție integrală (Összes versei, 1938)

### Studii
- Petőfi și Arany (Petőfi és Arany, 1910)
- Victimele literaturii (Az irodalom halottjai, 1910)
- Tânărul Vörösmarty (Az ifjú Vörösmarty, 1911)
- Vörösmarty în anii maturității (A férfi Vörösmarty, 1911)
- Studiu despre Ady (Tanulmány Adyról, 1920)
- Scriitori interbelici (Írók két háború közt, 1941)

### Alte scrieri
- Istoria literaturii europene (Az európai irodalom története, 1936)
- Din poeziile lui Oscar Wilde (Wilde Oszkár verseiből, 1916)

## Traduceri în limba română

### Volume
- Poeme (traducere de Constantin Olariu), Editura Univers, București, 1977
- Cartea lui Iona / Jónás könyve (ediție bilingvă, traducere de Constantin Olariu), Editura Pont, Budapesta, 1977
- Cartea lui Iona (traducere de Constantin Olariu), Editura Kriterion, București, 2002

### În periodice
- Madona Crăciunului (traducere de Aurel Budeanu), București, Adevărul literar și artistiv nr. 2 (162) / 13 ianuarie 1924, p. 6.
- Câinele (traducere de Györfi-Deák György), Zalău, Caiete Silvane nr. 8 (20) / septembrie 2006.
- Măștile de gaze (traducere de Györfi-Deák György), Iași, Acta Iassyensia Comparationis, nr. 9 / 2011, pp. 406-410.
- Viespile lui Cristofor (traducere de Györfi-Deák György), Almanah Science Fiction Helion, Timișoara, 2007.